# Легейда Дар'я Анатоліївна
Дар'я Анатоліївна Легейда (нар. 20 липня 1993, Одеса, Україна) — українська акторка театру і кіно.

## Життєпис
Дар'я Легейда народилась 1993 року в Одесі.
У 5-річному віці почала займалася танцями в Одеській хореографічній школі. П'ять років виступала в танцювальному колективі «Браво». Освоїла класичний, народний, акробатичний, ірландський танці, а також степ.
Три роки навчалася в Київській балетній академії, курс сучасного танцю (контемп, модерн, хіп-хоп). Професійно займалася народним, джазовим та естрадним вокалом.
Певний час виступала як співачка під псевдонімом Даша Доріс. Зайняла призові місця на конкурсах «Сергєєвські зорі», «Діти Сонця», «Світові таланти».
Брала участь у телевізійному конкурсі Фабрика зірок-4, що проходив восени 2011 року.
У 2012 році закінчила Одеську загальноосвітню школу та вступила до Київського національного університету театру, кіно і телебачення імені Івана Карпенка-Карого. Навчалася за спеціальністю «акторське мистецтво драматичного театру і кіно» під керівництвом курсу Станіслава Мойсеєва.

## Творчість
У кіно Дар'я Легейда дебютувала у 22-річному віці у фільмі Безсмертник (2015). Наступного року було три ролі. А вже у 2017 році їй чотири рази грала головні ролі: у серіалах «Було у батька два сини», «Артистка» та двох частинах серіалу «Спокуса». Загалом знялась у двох десятках фільмів.
Після закінчення ВУЗу почала грати в трупі Національного академічного драматичного театру імені Івана Франка.

## Фільмографія
- 2015 — Безсмертник — епізод
- 2016 — Запитайте у осені — епізод
- 2016 — Пес-2 (7-а серія «Блиск») — Ірина, грабіжниця
- 2016 — Співачка — Віка
- 2017 — Коротке слово «ні» — Світлана
- 2017 — Спокуса — Інна Хоменко (головна роль)
- 2017 — Спокуса-2 — Інна Хоменко (головна роль)
- 2017 — Покоївка — Лариса
- 2017 — Було у батька два сини — Василиса Кириченко, донька Кирила (головна роль)
- 2017 — Артистка — Ніка (головна роль)
- 2018 — Чужі рідні — епізод
- 2018 — Домівка Надії — Олена Саєнко, донька Надії та Миколи
- 2018 — Ангеліна — Соня Кольцова
- 2018 — 2019 — Доньки-матері — Христина Ковалевич, дочка Наталії (головна роль)
- 2019 — Таємниця Марії — Світлана в молодості
- 2019 — Від кохання до ненависті — Аліса
- 2019 — Улюблені діти — Христина
- 2019 — Кріпосна — Василинка
- 2019 — Віражі долі — Інеса
- 2020 — Найгірша подруга — Марина
- 2020 — Колір пристрасті — Софія (головна роль)
- 2020 —Сімейний портрет — Тетяна
- 2020 — Сага  — Еліна Козак (16-29 років)
- 2020 — Лабіринт — Світлана
- 2023 — Ботоферма — Наталія Вербицька (Ната), радіо-, телеведуча
- 2024 — Крашанка — молодша донька
- 2025 — АТП Перевізники

## Театральні роботи
Національний академічний драматичний театр імені Івана Франка:
- «Поминальна молитва» — Хава
- «Джельсоміно в країні брехунів» — Кішка-хромоніжка
- «Ідіот» — Єпанчіна Аглая
- «Всі мої сини» — Ен Дівер
- «Стіна» — Людина 4, Клоун
- «Снігова королева» — Принцеса
- «Шельменко-денщик» — Евжені
- «Крум» — Цвіці, та що цвірінькає
- "Співай, Лоло, співай!" - Лола

## Нагороди
- лауреатка Першої премії на конкурсі читців імені Івана Франка.